# Oglesby (Texas)
Oglesby es una ciudad ubicada en el condado de Coryell en el estado estadounidense de Texas. En el Censo de 2010 tenía una población de 484 habitantes y una densidad poblacional de 377,52 personas por km².

## Geografía
Oglesby se encuentra ubicada en las coordenadas 31°25′7″N 97°30′40″O / 31.41861, -97.51111. Según la Oficina del Censo de los Estados Unidos, Oglesby tiene una superficie total de 1.28 km², de la cual 1.28 km² corresponden a tierra firme y (0%) 0 km² es agua.

## Demografía
Según el censo de 2010, había 484 personas residiendo en Oglesby. La densidad de población era de 377,52 hab./km². De los 484 habitantes, Oglesby estaba compuesto por el 86.98% blancos, el 1.03% eran afroamericanos, el 0% eran amerindios, el 0% eran asiáticos, el 0% eran isleños del Pacífico, el 10.95% eran de otras razas y el 1.03% pertenecían a dos o más razas. Del total de la población el 18.8% eran hispanos o latinos de cualquier raza.